# Ce gamin, là
Pour plus de détails, voir Fiche technique et Distribution.
Ce gamin, là est un documentaire français réalisé par Renaud Victor, sorti en 1976.
Co-produit par Les Films du Carrosse (François Truffaut) avec l'aide de plusieurs producteurs français (Claude Berri, Yves Robert et Danièle Delorme, etc.), il devait initialement s'appeler Pierres d'ailleurs, puis Un radeau dans la montagne.

## Synopsis
Un groupe d'éducateurs animé par Fernand Deligny s'emploie à créer un contact avec des enfants autistes dans un hameau des Cévennes.

## Fiche technique
- Titre : Ce gamin, là
- Réalisateur : Renaud Victor
- Scénario : Fernand Deligny et Renaud Victor
- Photographie : Richard Copans, Renaud Victor
- Ingénieur du son : Guy Canonge
- Assistant-réalisateur : Franck Vager
- Directrice de production : Hélène Vager
- Production : Les Films du Carrosse - Renn Productions - Reggane Films - Les Productions de la Guéville - Stephan Films - Filmanthrope - INA - Orly Films
- Montage : Béatrice Dufrenne, Martine Renaud
- Photographe de plateau : Alain Cazuc
- Durée : 95 minutes
- Date de sortie : 
  -  France : 21 janvier 1976
  - Prix spécial du jury au 4ème Festival international du film de court métrage et du film documentaire, Grenoble, 24-29 juin 1975.

## Distribution
- Fernand Deligny : lui-même
- Janmari : le gamin